# Neuroleon (Neuroleon) imperator
Neuroleon (Neuroleon) imperator is een insect uit de familie van de mierenleeuwen (Myrmeleontidae), die tot de orde netvleugeligen (Neuroptera) behoort. 
Neuroleon (Neuroleon) imperator is voor het eerst wetenschappelijk beschreven door Navás in 1914.